# Rivudiva venezuelensis
Rivudiva venezuelensis is een haft uit de familie van de Baetidae. De wetenschappelijke naam van de soort is voor het eerst geldig gepubliceerd in 1943 door Jay Traver.
De soort komt voor in het Neotropisch gebied.